# Rodillo (agricultura)

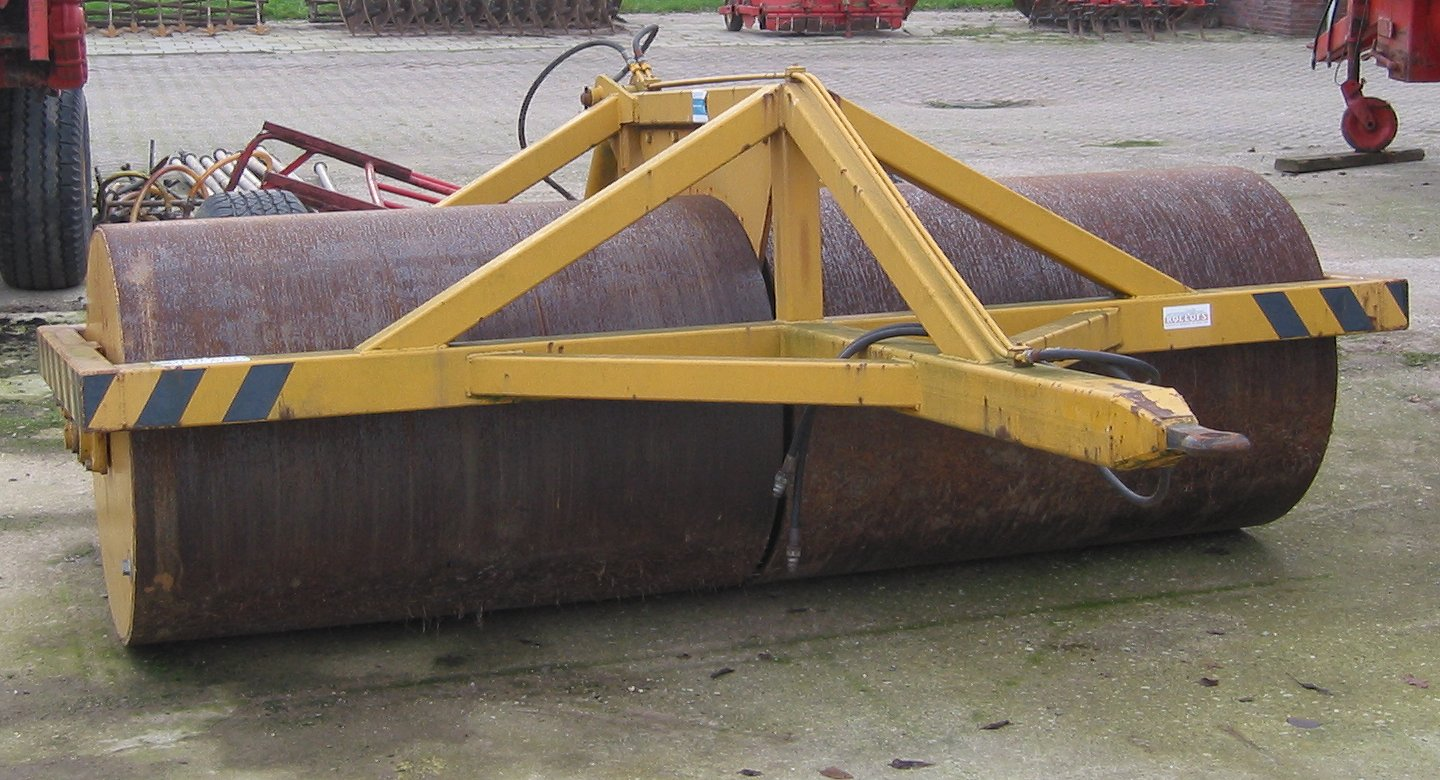
Un rodillo liso diseñado para ser arrastrado por un tractor.

Un rodillo, rolo o rulo es un apero empleado en agricultura para compactar el terreno cuando la tierra está muy suelta preparándola para la siembra y desterronar en caso de ser necesario. Hay diversos tipos de rodillos: liso, de listones, acanalado, “Croskill”, “Cambridge”, etc.
El rodillo liso consta de dos o más secciones cilíndricas sobre un eje común montados sobre cojinetes de superficies adecuadas. Los cuerpos del rodillo se construyen con planchas de acero enrollado y sostenido por medios de radios; también de construyen en hierro fundido.
El rodillo de listones o “esqueleto” es similar al anterior, con la diferencia de tener listones en lugar de una superficie cilíndrica lisa. Ambos rodillos también se suelen usar para compactar la tierra después de una siembra, en caso de haber quedado demasiado suelta, para que la semilla quede en buen contacto con el suelo.
El rodillo acanalado en lugar de tener una superficie lisa es un conjunto de ruedas de llanta cuneiforme que al operar deja surcos muy pequeños en el suelo. Su función principal es desterronar el suelo, por lo que también se suele denominar rodillo desterronador.

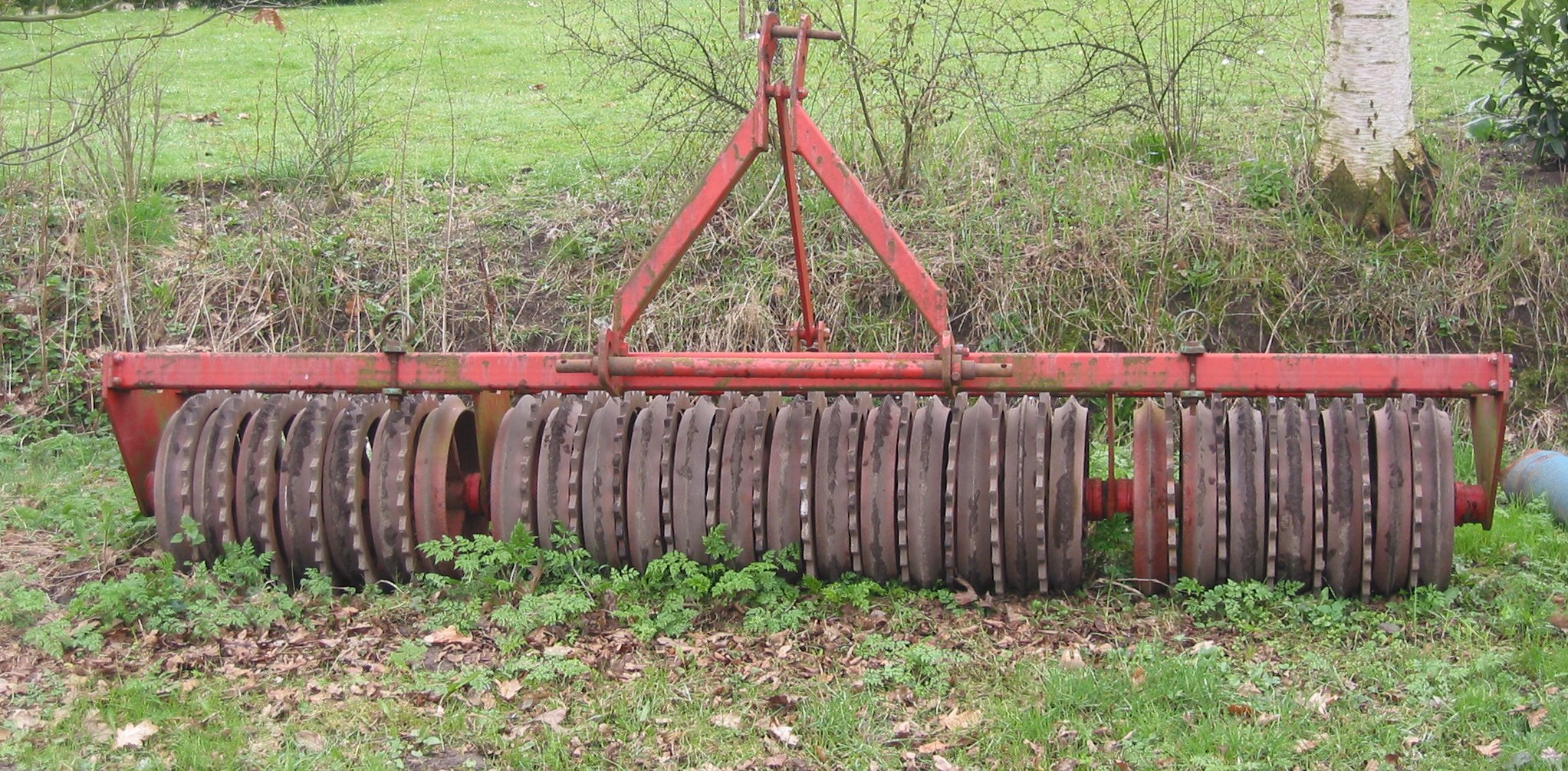
Rodillo "Cambridge" o dentado para enganche de tres puntos.

Los rodillos “Croskill” y “Cambridge” son derivados del rodillo acanalado, con la diferencia que entre las ruedas de llanta cuneiforme intercalan ruedas dentadas que evitan el empastamiento de aquel cuando opera en suelos arcillosos húmedos. Ambos se diferencian en que el “Croskill” tiene ruedas dentadas de diámetro más pequeño y más angostas que el “Cambridge”, de ruedas dentadas de diámetro mayor que las cuneiformes.
Los rodillos lisos también se empleaban antiguamente en las eras donde se trillaban los cereales, para apisonar y compactar el terreno.

## Historia
El rodillo se conoce en Europa occidental desde 1500, pero su uso parece haber estado reservado a las tierras fuertes hasta el siglo XVIII, en una época en la que la metalurgia y la mecanización permitían concebir herramientas cómodas de utilizar. Sin embargo, el agrónomo andalusí Ibn Al-Awam había mencionado la existencia de rodillos desmenuzadores ya en el siglo XII.

## Usos

### Utilización agrícola

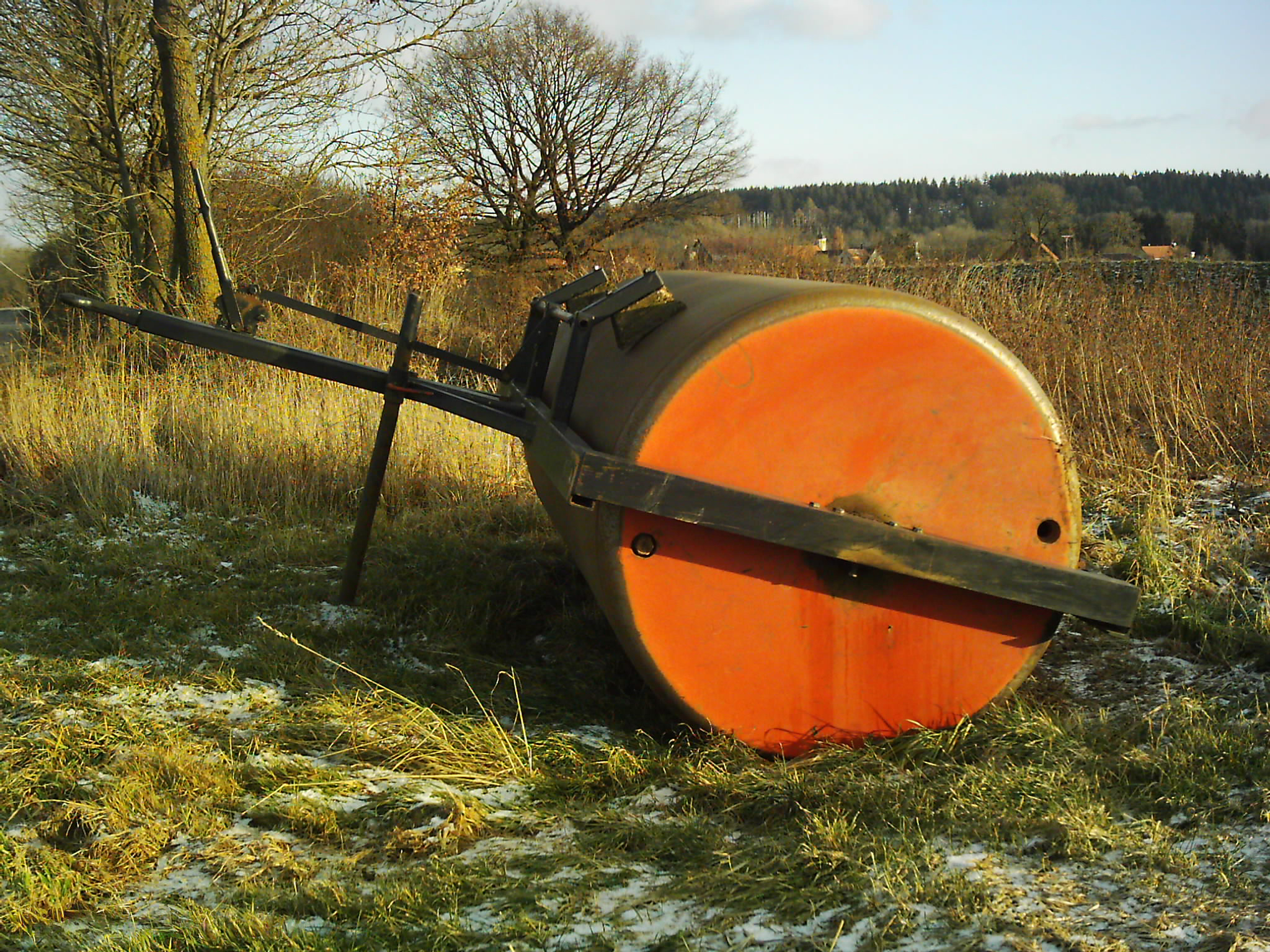
Un rodillo compactador.

Los rodillos son una herramienta de labranza secundaria utilizada para aplanar la tierra o romper grandes terrones de suelo, especialmente después de arar o pasar la grada de discos. En la actualidad, los rodillos suelen ser arrastrados por tractores. Antes de la agricultura mecanizada, un equipo de animales de trabajo, como caballos o bueyes, proporcionaba la fuerza. La tracción animal se sigue utilizando hoy en día en algunos contextos, como en las granjas Amish de Estados Unidos, en regiones de Asia donde los bueyes de tiro siguen siendo muy utilizados, y, simplemente, en zonas de mucha pendiente o montañosas donde no se puede llevar maquinaria o en terrenos de pequeña superficie. 
Tipos de rodillos para desbaste
- El rodillo anular consiste en anillos lenticulares de hierro fundido que están montados sobre un eje.
- El rodillo Crosskill también se llama rompedor de terrones. Sus discos están cubiertos con dientes en forma de prisma en la circunferencia exterior. Las paredes laterales de los discos también tienen dientes.
- El rodillo Cambridge consta de dos anillos alternos diferentes: anillos estrechos con dientes en forma de prisma y anillos anchos con discos cónicos.
- El rodillo de púas.
- El empacador subterráneo es una forma especial para compactar capas más profundas de suelo. El rodillo compactador está acoplado a un arado o corre delante de una combinación de sembradora.
- el Prismenwalze® (a menudo denominado Güttlerwalze en honor a su inventor) destruye los terrones gruesos y clasifica el suelo en partes gruesas y finas.
- el rodillo de varilla.
- el rodillo del anillo dentado.
- el rodillo cortador.
- el rodillo estampador.

De todas las formas, el rodillo Cambridge es el más común en uso individual en la actualidad. Fue desarrollado en Inglaterra en el siglo XIX y alterna entre un anillo liso y un anillo dentado. El anillo dentado intencionalmente tiene una gran holgura del cojinete, lo que hace que se mueva de forma errática cuando se trabaja, lo que evita que el rodillo se obstruya con la suciedad en su conjunto, lo que resulta en una mejor autolimpieza.
Los rodillos preparan lechos de siembra óptimos haciéndolos tan planos como sea práctico y moderadamente firmes. La planitud es importante en la siembra porque es la única forma práctica de controlar la profundidad media de siembra de las semillas sin una laboriosa siembra manual de cada semilla; no es práctico seguir una instrucción de (por ejemplo) 1 cm de profundidad de siembra si el contorno del semillero varía en 2 cm o más entre puntos adyacentes. Por ello, en el momento de la siembra es importante desmenuzar incluso los terrones más pequeños y nivelar bien la tierra. 

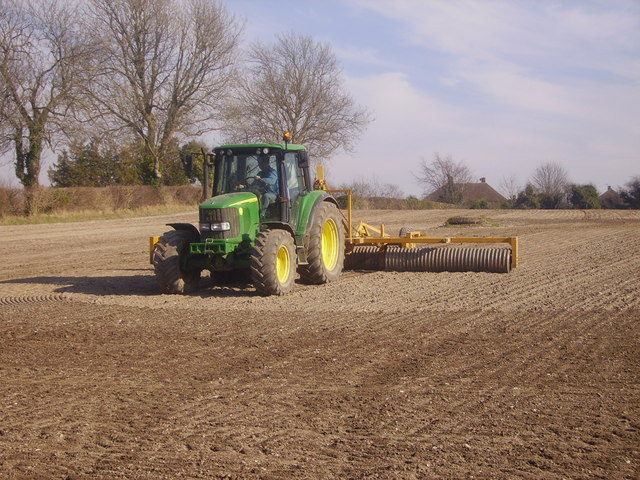
Paso de un rodillo en un terreno con un rodillo acanalado.

Un terreno más llano también facilita el posterior control de malas hierbas y cosecha. Por ejemplo, en el control mecánico de las malas hierbas, el control de la profundidad del diente de la cultivadora sólo es práctico con un contorno del suelo decentemente plano, y en la combinación, el control de la altura del cabezal de la cosechadora sólo es práctico con un contorno del suelo decentemente plano. 
También se cree que el balanceo ayuda a reducir la pérdida de humedad del suelo cultivado.

#### Agrupamiento y arrastre
Los rodillos pueden agruparse para aumentar la anchura de cada pasada. Los rodillos pueden ser arrastrados después de otros equipos como arados, grada de discos, o segadoras.

### Uso en campos de críquet
En el deporte y juego del críquet, los rodillos se utilizan para que el campo sea plano y menos peligroso para los bateadores.
En la historia del críquet se han utilizado rodillos de varios tamaños, desde los rodillos ligeros que se utilizaban en la época de los campos descubiertos y en algunas etapas de la década de 1950 para facilitar el bateo, hasta el moderno "rodillo pesado" que se utiliza universalmente en el críquet de primera categoría en la actualidad. El reglamento permite que un terreno de juego sólo sea sometido a pasadas de rodillo al comienzo de cada entrada o día de juego, pero esto ha tenido una enorme influencia en el juego al eliminar los shooters que eran omnipresentes en todos los terrenos excepto en los ligeros antes de que se utilizaran los rodillos pesados. A veces se ha criticado a los rodillos pesados por facilitar demasiado el bateo y por reducir la velocidad a la que se secan los campos después de la lluvia en el fresco clima inglés.

### Uso en praderas de césped

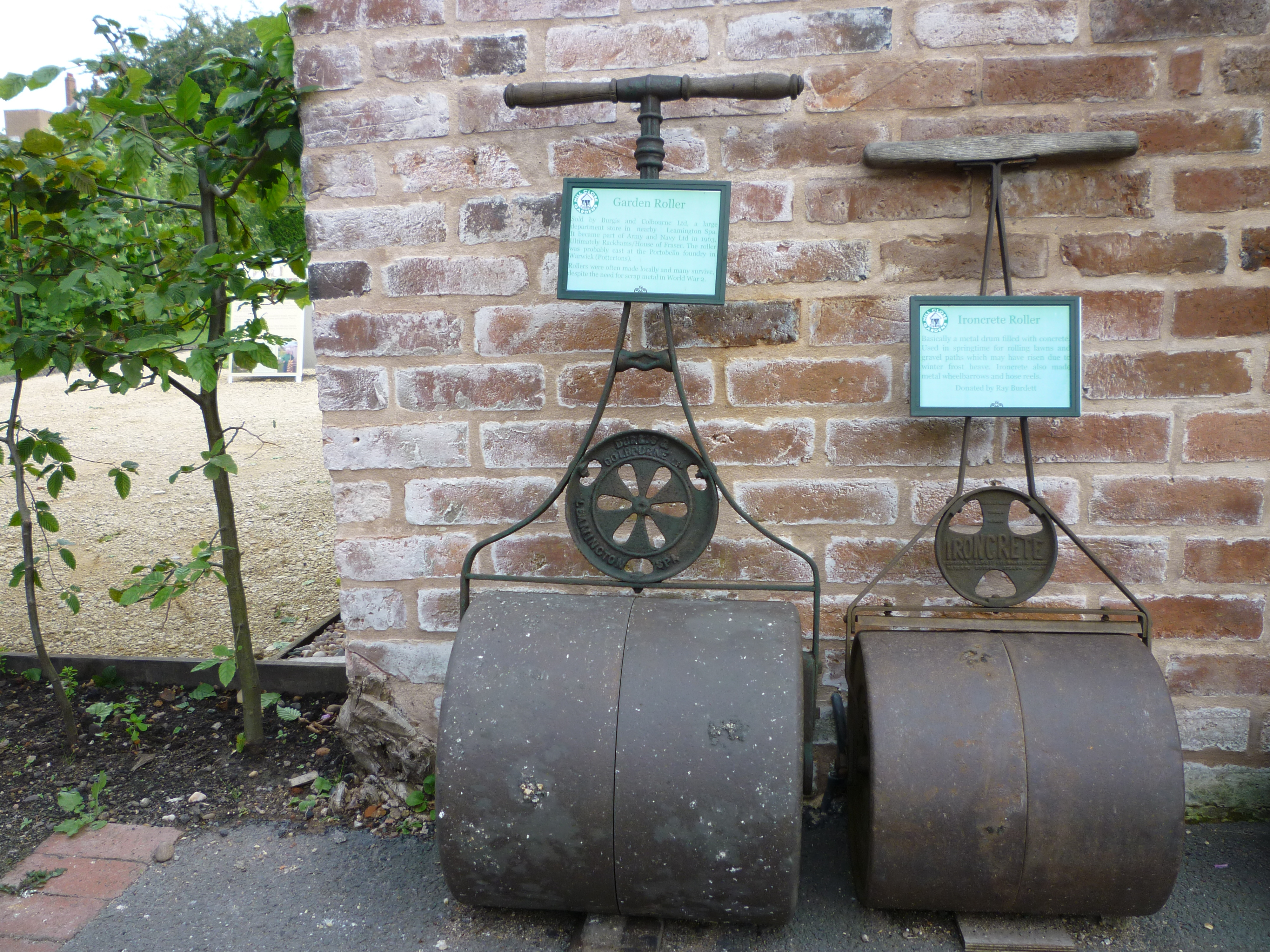
Dos "rodillos de jardín" en los jardines de Hill Close Gardens, Warwick, Reino Unido.

Los rodillos para césped están diseñados para nivelar o reafirmar la superficie del césped, especialmente en climas en los que el césped se abomba. Cuando el suelo se congela y se descongela varias veces durante el invierno, puede producirse un abombamiento. En estos casos, se aconseja a los jardineros que pasen un rodillo por el césped en primavera. Los suelos arcillosos o húmedos no deben ser apisonados ya que se compactan.

### Usos de los rodillos en terrenos
Los rodillos de tierra tienen varios usos. Las cuatro formas más populares de uso de los rodillos de tierra son:
- Reducir la absorción de residuos durante la cosecha

Este es el uso más común de los rodillos. Si cultiva una zona con muchas rocas o cepellones duros, le recomendamos que utilice un rodillo de tierra poco después de plantar soja u otros cultivos bajos (básicamente, todo lo que se cosecha con un cabezal flexible). El rodillo empujará esos objetos sólidos hacia el suelo, para que no los recoja después el cabezal de la cosechadora. Mantener fuera las piedras y los cepellones ayudará a evitar costosos daños y tiempos de inactividad de la cosechadora durante la recolección. También puede reducir la cantidad de suciedad que recoge la cosechadora, lo que se traduce en un menor desgaste de la máquina y una cosecha más limpia (lo que podría suponerle un precio más alto en el elevador).
- Aumentar el contacto entre la semilla y el suelo

El uso de un rodillo de tierra después de la siembra no sólo ayuda con la gestión de rocas. También reafirma el suelo, aumentando así el contacto de la semilla con el suelo. Este mayor contacto entre la semilla y el suelo favorece una nascencia más rápida. De hecho, pruebas  llevado a cabo pruebas en paralelo han demostrado un aumento del rendimiento de la soja de entre una y dos fanegas por acre gracias a la rodadura.
Se ha observado que si se sigue a las sembradoras de maíz con rodillos de tierra se ayuda a impulsar la emergencia, especialmente en áreas con temporadas de crecimiento cortas.
- Fortalecer la soja

En el caso de la soja, a algunas personas les gusta utilizar rodillos de tierra durante una fase temprana de crecimiento, generalmente antes de que las judías hayan desarrollado sus cuartas hojas trifoliadas. Esto estresa ligeramente las plantas, fomentando un mejor crecimiento de las raíces y ayudando a que las plantas vuelvan a crecer con más vigor que antes.
- Gestión de residuos

Los rodillos pueden ayudar a gestionar los residuos al triturar y romper los tallos de maíz más duros. También fracturan las estructuras de los cepellones de maíz mientras aún están en el suelo para ayudar a la descomposición de los residuos. Esta práctica es utilizada a menudo por los agricultores sin labranza después de la cosecha de maíz como una forma de hacer frente a los residuos difíciles sin volver a la labranza.